# SN 1968R
SN 1968R – supernowa odkryta 21 sierpnia 1968 roku w galaktyce MCG -01-04-56. W momencie odkrycia miała maksymalną jasność 15,50m.